# Люксембург на зимових Олімпійських іграх 1994
Люксембург брав участь у Зимових Олімпійських іграх 1994 року в Ліллехамері (Норвегія) в п'ятий раз за свою історію, але не завоював жодної медалі. Збірну країни представляв Марк Жирарделлі.